# Anna Šišková
Anna Šišková (ur. 30 czerwca 1960 w Żylinie) – słowacka aktorka.

## Życiorys
Ukończyła pedagogikę na Uniwersytecie Preszowskim. Laureatka Czeskiego Lwa dla najlepszej aktorki w filmie Musimy sobie pomagać.

## Filmografia
- 2000: Musimy sobie pomagać
- 2000: Pejzaż
- 2002: Okrutne radości
- 2005: Słoneczne miasto
- 2007: Sekrety
- 2008: Ubogie święta